# Zypoetes borneensis
Zypoetes borneensis – gatunek chrząszcza z rodziny czarnuchowatych i podrodziny Phrenapatinae.

## Taksonomia
Gatunek ten opisany został po raz pierwszy w 2011 roku przez Rolanda Grimma na łamach „Stuttgarter Beiträge zur Naturkunde”. Jako lokalizację typową wskazano Park Narodowy Gunung Gading w malezyjskim Sarawaku na Borneo. Epitet gatunkowy oznacza po łacinie „borneański”.

## Morfologia
Chrząszcz o owalnym w zarysie ciele długości około 2 mm i szerokości około 1 mm. Ubarwienie ma czarniawe z żółtobrunatno rozjaśnionymi: przednią ćwiartką głowy, czułkami, głaszczkami, przodem i brzegami przedplecza, bocznymi krawędziami pokryw i spodem. Oskórek pokryty jest szarawożółtą warstwą lakieropodobnej inkrustacji, stąd robi miejscami wrażenie bladożółtego.
Prawie prostokątna głowa ma drobne i rozproszone punktowanie na nadustku oraz bardzo duże, grube, po bokach wręcz zlewające się punktowanie części pozostałej. Przednie brzegi nadustka i policzków są wspólnie proste, boczne brzegi tych ostatnich zaś niemal równoległe. Krótkie czułki wieńczą trójczłonowe buławki. Spód głowy cechują głębokie bruzdy do chowania czułków oraz prawie pięciokątna, płaska bródka.
Nieco wypukłe, 1,7 raza szersze niż dłuższe, najdłuższe u podstawy przedplecze ma delikatnie obrzeżoną krawędź przednią, prawie proste i nieco wystające kąty przednie, nieco łukowate i ostro obrzeżone krawędzie boczne, lekko rozwarte kąty tylne oraz płytko dwufalistą i delikatnie obrzeżoną krawędź tylną. Powierzchnia przedplecza jest grubo punktowana, w przednio-środkowej części drobno pomarszczona. Owalne pokrywy mają po osiem punktowanych rzędów, z których siódmy jest słabo zaznaczony, oraz szersze od rzędów, słabo sklepione, drobno i skąpo punktowane międzyrzędy. Krawędzie boczne pokryw w widoku grzbietowym dostrzegalne są tylko na samym przedzie. Krótkie odnóża mają uda o niewystających poza obrys ciała szczytach oraz spłaszczone bocznie golenie, z których przednie są trójkątne, a tylne nieco zakrzywione.

## Rozprzestrzenienie
Owad orientalny, endemiczny dla Malezji i Borneo, znany tylko z miejsca typowego, położonego na wysokości między 100 a 250 m n.p.m.